# Pometești
Pometești – wieś w Rumunii, w okręgu Dolj, w gminie Goiești. W 2011 roku liczyła 218 mieszkańców.